# You Never Can Tell (singolo)
You Never Can Tell è un brano musicale rock and roll di Chuck Berry, pubblicato nel 1964 nell'album St. Louis to Liverpool. Ha ottenuto un grande successo, tanto che diversi artisti nel corso degli anni ne hanno tratto delle cover. Il brano è stato usato come sottofondo musicale nel film di Quentin Tarantino Pulp Fiction, nella celebre scena della gara di ballo con Vincent Vega (John Travolta) e Mia Wallace (Uma Thurman) nel ristorante Jack Rabbit Slim's.

## Il brano
La canzone descrive il matrimonio di una giovane coppia e gli avvenimenti successivi. All'inizio i giovani sposi abitano in un modesto appartamento, ma il marito, prima disoccupato, trova lavoro e i due raggiungono il benessere e la prosperità. Investono quindi i soldi nell'ampliamento della loro collezione musicale e comprano una macchina per recarsi a New Orleans a celebrare il loro anniversario, nel luogo dove si erano incontrati per la prima volta.

## Tracce singolo
Chess 1906
1. You Never Can Tell
2. Brenda Lee

## Musicisti
- Chuck Berry - voce, chitarra
- Johnnie Johnson - pianoforte
- Willie Dixon - contrabbasso
- Odie Payne - batteria
- James Robinson - sax

## Classifiche
| Classifica        | Pos. |
| ----------------- | ---- |
| Billboard Hot 100 | 14   |
| Britannica        | 23   |

## Cover
- 1974 Ronnie Lane, nell'album Ronnie Lane's Slim Chance
- 1975 John Prine, nell'albumn Common Sense
- 1975 Loggins and Messina, nell'album So Fine
- 1976 New Riders of the Purple Sage, nell'album New Riders
- 1977 Emmylou Harris, nell'album Luxury Liner (con il titolo "(You Never Can Tell) C'est la Vie")
- 1981 Waylon Jennings e Jessi Colter, nell'album Leather and Lace
- 1984 Ian A. Anderson e Mike Cooper, nell'album The Continuous Preaching Blues
- 1985 Bill Wyman's "Willie and the Poor Boys" in collaborazione con Charlie Watts, Andy Fairweather-Lowe, Mickey Gee e Geraint Watkins[2]
- 1993 Aaron Neville, nell'album The Grand Tour
- 1994 Bob Seger, nell'album Greatest Hits (con il titolo "C'est La Vie")
- 1996 Status Quo, nell'album Don't Stop
- 2005 Chely Wright, nell'album The Metropolitan Hotel (con il titolo "C'est La Vie (You Never Can Tell)")
- 2005 Texas Lightning, nell'album Meanwhile, Back at the Ranch (con il titolo "C'est La Vie")
- 2008 Roch Voisine, nell'album Americana
- 2010 The Morlocks, nell'album Play Chess
- Bruce Springsteen, a partire dal 2009, la esegue spesso dal vivo in concerto.